# آنری ژن
آنری ژن (فرانسوی: Henri Génès‎; ۲ ژوئیهٔ ۱۹۱۹ – ۲۲ اوت ۲۰۰۵) خواننده و بازیگر سینما اهل فرانسه بود.
از فیلم‌ها یا برنامه‌های تلویزیونی که وی در آن نقش داشته‌است می‌توان به هالو، جانوران، مغز، خسیس، سوپ کلم، پاریس همیشه پاریس است، و سه ملوان اشاره کرد.